# 清水訓夫
清水 訓夫（しみず くにお、1947年 - ）は、日本の外交官。駐アルジェリア特命全権大使を経て、防衛大学校教授を務めた。

## 経歴
長野県上伊那郡辰野町生まれ。長野県諏訪清陵高等学校在学中AFSで1年間イリノイ州に留学。1971年一橋大学法学部卒業後、外務省に入省。1972年から1974年までフランスに留学。駐アルジェリア公使、アジア福祉教育財団難民事業部長などを経て、1998年在ストラスブール総領事、2001年在ニカラグア大使、2003年国際労働財団常任理事、2005年から2009年まで在アルジェリア大使を務めた。2009年から2014年まで防衛大学校防衛学教育学群安全保障・危機管理教育センター教授。2022年、瑞宝中綬章受章。

## 同期
- 海老原紳（08年駐イギリス大使）
- 橋本逸男（09年東北大学公共政策大学院教授・04年駐ブルネイ大使・02年駐ラオス大使）
- 赤阪清隆（07年国際連合事務次長）
- 須田明夫（09年軍縮会議日本政府代表部大使・06年国際テロ対策担当大使・03年駐スリランカ大使）
- 桂誠（07年駐比大使・04年駐ラオス大使）
- 楠本祐一（11年関西担当大使・09年駐ポーランド大使・04年駐ウズベキスタン大使）
- 島内憲（06年駐ブラジル大使・04年駐スペイン大使）
- 小島高明（10年国際テロ対策担当担当大使・07年駐オーストラリア大使・04年駐シンガポール大使）
- 横田淳（12年経済担当大使兼イラク復興支援等調整担当大使・09年駐ベルギー大使・06年国際貿易・経済担当大使・04年駐イスラエル大使）
- 三田村秀人（10年駐ニュージーランド大使・07年駐ザンビア大使）
- 佐藤正晴（12年駐ニカラグア大使）
- 野呂元良（08年駐マラウイ大使）
- 皆川一夫（11年駐ウガンダ大使）

## 註
1. ↑  外務省
2. ↑  「【お知らせ】第164回勉強会」 清陵勉強会
3. ↑  『官報』号外第97号、令和4年5月2日